# Glavica (Sukošan)
Glavica falu Horvátországban Zára megyében. Közigazgatásilag Sukošanhoz tartozik.

## Fekvése
Zárától légvonalban 25 km-re délkeletre, a tengertől 4 km-re északkeletre, a zárai repülőtértől 9 km-re délre, Dalmácia északi részén a Vrčevo-hegy alatt található.

## Története
A felette magasodó Vrčevo-hegy már az ókorban stratégiai fontosságú pont volt, ahol az illírek erődje állt. A 15. és 16. században az Oszmán Birodalom egyik őrtornya volt ezen a helyen. A hegy egykori erődített voltáról az itt található sáncnyomok és régi használati tárgyak adnak bizonyságot. A falu lakosságát csak 2011-től számlálják önállóan, amikor 185 lakosa volt. Lakói főként mezőgazdasággal, állattenyésztéssel foglalkoztak.

## Nevezetességei
A településen október 7-én zarándoklatot tartanak a Vrčevo-hegyre annak emlékére, hogy 2008. október 1. és 7. között tizenegy környékbeli zarándok hétnapos, 280 km hosszú zarándoklatot tett Međugorjéből a Vrčevo-hegyre egy 1,2 méter magas Mária-szoborral, amely talapzatával együtt 25-30 kilogrammot nyomott. A helyi lakosság adományaiból épült fel a hegyen a Rózsafüzér királynője kápolna, melyről a nép a hegynek a "Gospino brdo" nevet adta. A kápolnához az északkeleti oldalon keresztút vezet.